# Mehlmeisel
Mehlmeisel – miejscowość i gmina w Niemczech, w kraju związkowym Bawaria, w rejencji Górna Frankonia, w regionie Oberfranken-Ost, w powiecie Bayreuth. Leży w Smreczanach.
Gmina położona jest 21 km na północny wschód od Bayreuth, 35 km na południe od Hof i 80 km na północny wschód od Norymbergi.

## Dzielnice
W skład gminy wchodzą dzielnice: 
| - Erllohe - Fischlohe - Hüttstadl - Klausenhäusl - Mehlmeisel | - Mitterlind - Neugrün - Oberlind - Richardsfeld - Unterlind |

## Demografia
| Rok  | Liczba mieszk. |
| ---- | -------------- |
| 1970 | 1615           |
| 1987 | 1461           |
| 2000 | 1447           |
| 2006 | 1392           |

## Polityka
Wójtem jest Günter Pöllmann (CSU). Rada gminy składa się z 12 członków:
|      | CSU | Wolny Związek Wyborców | Razem     |
| 2002 | 8   | 4                      | 12 miejsc |

## Zabytki i atrakcje

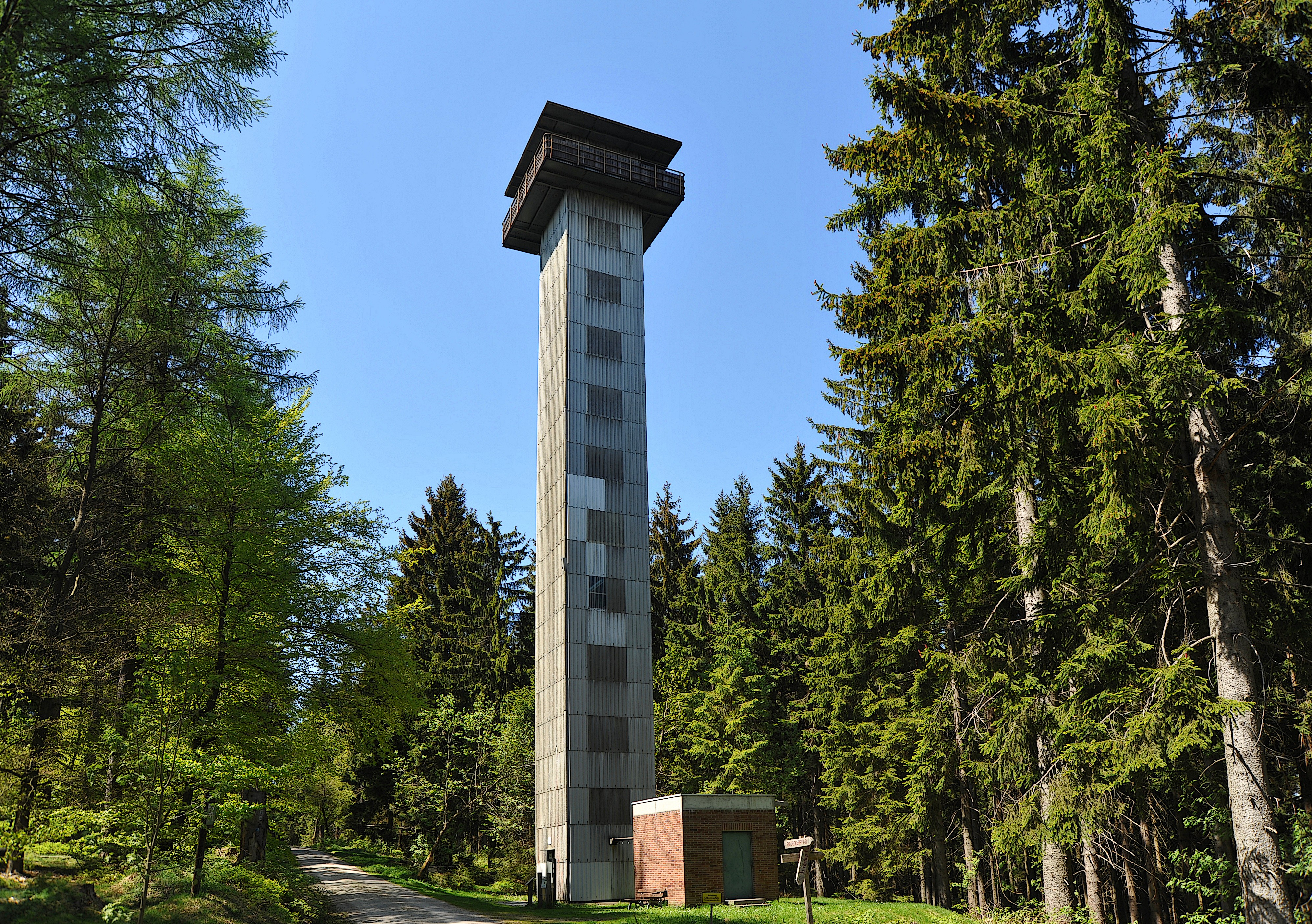
wieża Klausen (Klausenturm)

- Muzeum Lasu (Waldmuseum)
- 46-metrowa wieża Klausen